# Maison à l'enseigne du Cerf montant
 (juin 2022).
La maison à l'enseigne du Cerf montant, bâtie au XVIIIe siècle, est située 26 rue du Minage  à La Rochelle, en France. L'immeuble a été inscrit au titre des monuments historiques en 1928.

## Historique
Le bâtiment est inscrit au titre des monuments historiques par arrêté du 27 juin 1928.